# Magnistipula butayei
Magnistipula butayei är en tvåhjärtbladig växtart som beskrevs av De Wild.. Magnistipula butayei ingår i släktet Magnistipula och familjen Chrysobalanaceae. Inga underarter finns listade i Catalogue of Life.